# Zubrzyca Górna
Zubrzyca Górna (slowakisch Vyšná Zubrica, ungarisch Felsőzubrica) ist eine Ortschaft mit einem Schulzenamt der Gemeinde Jabłonka im Powiat Nowotarski der Woiwodschaft Kleinpolen in Polen.

## Geographie
Der Ort liegt am Bach Zubrzycki östlich des Bergs Babia Góra.

## Geschichte
Der Ort liegt in der Landschaft Arwa, die bis 1918 zum Königreich Ungarn gehörte. Der Ort Zubrzyca wurde im Jahre 1567 erstmals urkundlich erwähnt, aber erst im Jahr 1614 gegründet. Der Gründer und der erste Schultheiß war Ostosz, der kurz danach starb, so wurde der Ort wieder nach dem Privileg von Elżbieta Czobor und ihrem Sohn Emerich Thurzo von Andrzej Moniak gegründet. Die ersten Siedler kamen aus dem Gebiet von Żywiec (Saybusch) in Polen. Der Ort hatte damals einen zweiten Name Bubenske.
Im Jahre 1674 wurde die Familie Moniak für Hilfe in der Rekatholisierung der Arwa von Leopold I. bedankt und nobilitiert. Im Jahre 1683 wurde der Ort zweimal vernichtet, und zwar von den Kuruzen von Emmerich Thököly und von den nach Wien marschierenden Truppen von Kazimierz Sapieha, und dann wieder im Aufstand von Franz II. Rákóczi (1703 bis 1711).
Ab 1651 gehörten die örtlichen Katholiken der Pfarrei in Orawka an, ab 1687 zur Podwilk. 1714 wurde die erste Holzkirche von Stanisław Moniak gestiftet, 1787 entstand die Pfarrei in Zubrzyca Górna (im Bistum Spiš, seit 1920 Bistum Krakau).
Im 19. Jahrhundert wurde Slowakisch die Sprache der Kirche und der Schule, aber die lokalen Goralen sprachen Goralisch, einen polnischstämmigen Dialekt. Im Jahre 1897 begannen polnische Aktivisten nationale Agitation. Im Jahre 1910 folgte die ungarische Verwaltung erstmals in der Volkszählung der polnischen Bitte und Goralisch wurde als Polnisch betrachtet. In diesem Jahre hatte das Dorf 1345 Einwohner, 9 ungarischsprachige, 26 deutschsprachige, 25 slowakischsprachige, 1285 anderssprachige (95,5 %, polnischsprachig), 1322 römisch-katholisch, 23 Juden.
1918, nach dem Ende des Ersten Weltkriegs und dem Zusammenbruch der k.u.k. Monarchie, kam das Dorf zur neu entstandenen Tschechoslowakei. Auf Grund der Tschechoslowakisch-polnischen Grenzkonflikte im Arwa-Gebiet wurde der Ort 1920 dann aber der Zweiten Polnischen Republik zugesprochen. Zwischen den Jahren 1920 und 1925 gehörte er zum Powiat Spisko–Orawski, ab 1. Juli 1925 zum Powiat Nowotarski. Im Jahre 1921 hatte die Gemeinde 319 Häuser mit 1280 Einwohnern, davon 1275 Polen, 1 Ruthene, 4 anderer Nationalität (meistens Slowaken), 1262 römisch-katholische, 1 griechisch-katholische, 17 israelitische.
Von 1939 bis 1945 wurde das Dorf ein Teil des Slowakischen Staates.
Von 1975 bis 1998 gehörte Zubrzyca Górna zur Woiwodschaft Nowy Sącz.

## Sehenswürdigkeiten
- Römisch-katholische Kirche, gebaut 1839–1841

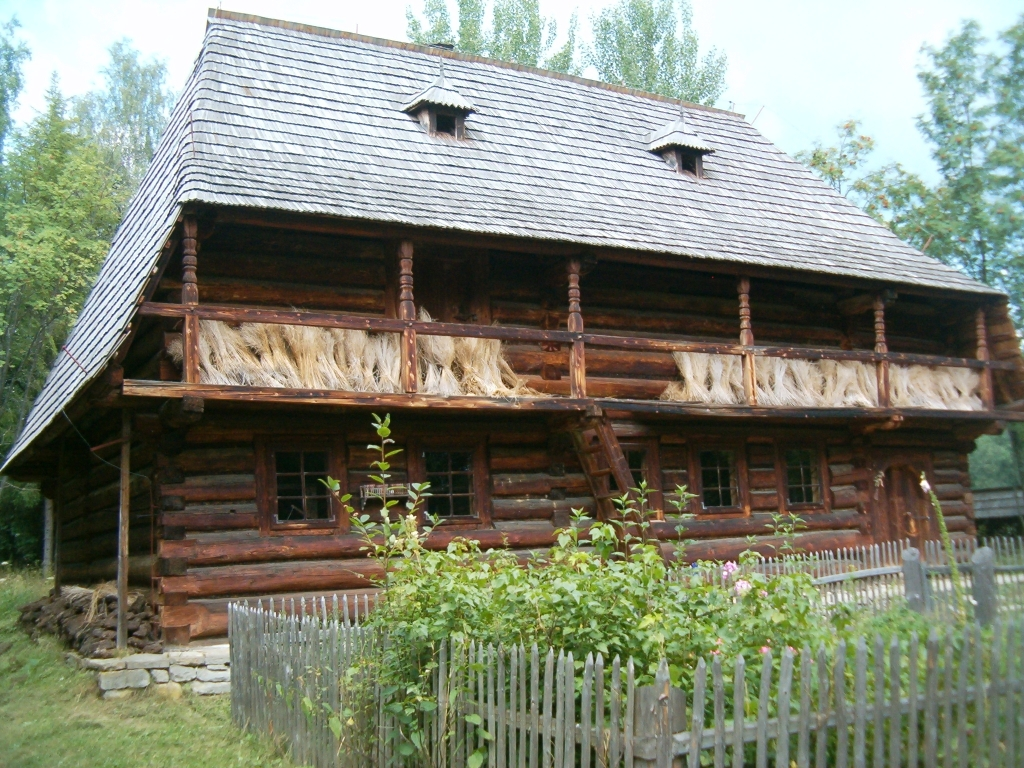
Freilicht Museum

- Freilicht Museum

## Persönlichkeiten
- Ignacy Dziurczak-Brzezowicki (1867–1951), polnischer National- und Religionsaktivist[1]